# 中国可持续发展研究会
中国可持续发展研究会是中华人民共和国可持续发展领域科技工作者组成的群众性学术团体，是中国科学技术协会主管的社会团体，前身为1991年成立的中国社会发展科学研究会。